# Tomáš Matonoha
Tomáš Matonoha (* 13. března 1971 Brno) je český herec, moderátor, komik a písničkář.

## Studium
Studoval na Gymnáziu Brno, Vídeňská 47, následně v roce 1997 vystudoval činoherní herectví na Divadelní fakultě Janáčkovy akademie múzických umění v Brně.

## Kariéra
Od roku 1994 působí v brněnském HaDivadle. Roku 2005 nastoupil do pražského Divadla Rokoko. Poprvé se na filmovém plátně objevil v roce 1995 v malé roli v komedii Byl jednou jeden polda. Do povědomí diváků se více dostal díky filmům Divoké včely a Mistři. Dále hrál například ve filmech Hrubeš a Mareš jsou kamarádi do deště, Gympl a Bestiář.
Od roku 2003 působí v divadle A studio Rubín. Nejprve v roli Fausta ve stejnojmenné hře od Johanna W. von Goetha (premiéra březen 2003, režie Ondřej Pavelka). Dále pak následovala hra Blasted od Sarah Kane (premiéra 2005, režie Tomáš Svoboda). Dále pak autorské představení Všichni moji hrdinové vzniklé na základě série skečů v pořadu HBO Na stojáka (premiéra 16. 3. 2006, režijní spolupráce: Thomas Zielinski). A v neposlední řadě to je talk show ŠPINAVÉ PRÁDLO (premiéra 15. 12. 2010, režie: Jan Nebeský).
Objevil se i v televizním seriálu Rodinná pouta, kde ztvárnil roli JUDr. Richarda Sýkory, či v seriálu Comeback, kde ztvárnil roli bývalé popové hvězdy 80. let Tomáše Pacovského, alias Tomiho Paciho. Vystupuje rovněž v komediálním seriálu televize HBO – Na stojáka. Jako moderátor moderoval například předávání výročních cen za televizní tvorbu Elsa, Miss České republiky nebo televizní pořad České televize Udělám cokoliv. Jeho hlas je možné slyšet i v antivirovém programu Avast!, kde mluví brněnským hantecem. V roce 2012 se stal vedle Aleše Hámy druhým moderátorem televizní vědomostní soutěže Taxík. V roce 2016 začal moderovat soutěž na TV Nova Co na to Češi.
Několikrát uvedl, že chtěl být původně hudebníkem a že chce dát hudbě opět přednost před herectvím. S hudbou začal už na střední škole, kde byl členem několika kapel, poté skládal při studiu herectví na JAMU (podle jeho vlastních slov se dal na herectví proto, aby se dostal blíže hudebníkům), a to pod pseudonymem Jan Sedlář mladší. S klavíristou Zdeňkem Králem založil po letité hudební spolupráci kapelu Spejblín & Hurvín, se kterou vystupovali pouze jednou, a to pod zkratkou S+H. Kvůli potřebě zpěváka přibrali finalistku 2. řady soutěže Hlas Česko Slovenska Vendulu Příhodovou, a změnili název uskupení na Inspektor Kluzó. V roce 2018 vydali debutové album Dáma a pes.
Kromě reálné tvorby je na hudební zaměření Tomáše Matonohy naráženo i v seriálu Comeback, podle jeho vlastních slov je ale hudba Tomiho Paciho zcela mimo jeho skutečný hudební vkus. V roce 2017 se zúčastnil čtvrté řady soutěže Tvoje tvář má známý hlas. Spolupracoval také na hudbě k několika filmům, mezi nimi například film Gympl, ve kterém měl i hereckou roli.
Od roku 2022 začal moderovat na Frekvenci 1.

## Rodinné vztahy
Je ženatý s herečkou Lucií Benešovou, se kterou vychovává čtyři děti – dvě vlastní (Lara, Štěpán), jedno osvojené (Sára) a jedno z Luciina předchozího vztahu s Filipem Blažkem (Lucián).

## Filmografie
- 2005 Ulice (TV seriál) – Josef „Pepan“ Pavlica
- 2007 Gympl – Třídní Tomáš
- 2008 Comeback – Tomáš Pacovský
- 2009 Ulovit miliardáře - Patrik Grossmann
- 2013 Chytrost nejsou žádné čáry
- 2012 Ententýky (TV seriál) – Libor Lamač
- 2016–2021 Co na to Češi (TV soutěž) – moderátor
- 2017 Prázdniny (TV seriál) – Laco Lehotský
- 2017 Vinaři – Hřebec